# Kinh Ăn Năn Tội
Kinh Ăn Năn Tội là một kinh thể hiện sự sám hối của người phạm tội. Kinh này thường được đọc khi tín hữu Công giáo xưng thú tội lỗi với linh mục trong lúc xưng tội và thực hiện Bí tích Hòa giải.
Bản văn Latinh:
Deus meus, ex toto corde poenitet me omnium meorum peccatorum,
eaque detestor, quia peccando,
non solum poenas a te iuste statutas promeritus sum,
sed praesertim quia offendi te,
summum bonum, ac dignum qui super omnia diligaris.
Ideo firmiter propono,
adiuvante gratia tua,
de cetero me non peccatorum peccandique occasiones proximas fugiturum.
Amen.
Bản văn Tiếng Việt:
Lạy Chúa con, Chúa là Đấng trọn tốt trọn lành vô cùng.
Chúa đã dựng nên con, và cho Con Chúa ra đời chịu nạn chịu chết vì con,
mà con đã cả lòng phản nghịch lỗi nghĩa cùng Chúa, thì con lo buồn đau đớn,
cùng chê ghét mọi tội con trên hết mọi sự; con dốc lòng chừa cải,
và nhờ ơn Chúa thì con sẽ lánh xa dịp tội cùng làm việc đền tội cho xứng.
Amen.

## Chú giải
1. ↑  Thesaurus Precum Latinarum